# Vinča
Vinča (em cirílico: Винча) é uma vila da Sérvia localizada no município de Grocka, pertencente ao distrito de Belgrado, na região de Šumadija. Em 2009 tinha 6 285 habitantes.

## Demografia
| 1948  | 1953  | 1961  | 1971  | 1981  | 1991  | 2002  |
| ----- | ----- | ----- | ----- | ----- | ----- | ----- |
| 1 767 | 2 047 | 2 247 | 2 280 | 3 653 | 5 213 | 5 819 |